# 오트잘프주의 아롱디스망
오트잘프주의 아롱디스망에는 총 2개가 있다.
- 브리앙송 아롱디스망 (준주도 : 브리앙송)은 7개의 캉통과 38개의 코뮌이 속해 있다.
- 가프 아롱디스망 (오트잘프 주의 주도 : 가프)은 23개의 캉통과 139개의 코뮌이 속해 있다.

## 역사
- 1790년 : 브리앙송, 앙브렁, 가프, 세르 등 4개의 디스트리크와 함께 오트잘프 주가 생성됨
- 1800년 : 브리앙송, 앙브렁, 가프 아롱디스망 설치
- 1926년 : 앙브렁 아롱디스망 폐지